# 郭宗賢
郭宗賢（16世紀—16世紀），字楨甫，北直隸廣平府邯鄲縣人，明朝政治人物。

## 生平
郭宗賢是嘉靖四十年（1561年）順天鄉試經魁，萬曆年間任職文水知縣，為政平廉，曾將城垣換成磚石，得平民立祠祭祀；調任延津，到萬曆十一年（1583年）陞為南京雲南道監察御史，曾條陳四事，彈劾不避權貴。
萬曆十三年（1585年）郭宗賢外遷山西臨鞏兵備道僉事，在政和驛遇上敵軍，有人向他建議退保臨洮，他大罵對方：「我視此城為存亡，誰說離開的處斬。」隨即火砲擊退敵軍，但也因此遭閑住降罰。後來他歷任苑馬寺卿、雲南水利道清屯僉事，亦獲當地人建祠立石紀念興利除弊的功績，萬曆二十六年（1598年）陞為陝西行太僕寺少卿。
郭宗賢個性敦厚，重視恩義，人人都稱長者，死後入祀鄉賢祠。

## 引用
1. 1 2  民國《邯鄲縣志·卷十·人物志上》：郭宗賢，字楨甫，嘉靖辛酉經魁，除文水縣知縣，政尚平廉，平民立祠祀之；復除延津縣知縣，行取雲南道御史，條陳四事，彈劾不避權貴，人咸憚之。外遷臨鞏兵備道，時有警，遇敵於政和驛，或獻計退保臨洮，叱曰：「吾身視此城為存亡，有言去者斬。」隨以火礟勝敵。改雲南按察司水利道清屯，甦站興利除弊，軍民德之，亦建祠泐石，晉太僕寺少卿。其性質直敦厚，篤於恩義，識與不識者皆稱長者，祀鄉賢。
2. ↑  《明神宗顯皇帝實錄·卷一百四十》：（萬曆十一年八月癸亥）考選得知縣等官三十五員俱堪任御史，……郭宗賢南京雲南道……
3. ↑  《明神宗顯皇帝實錄·卷一百五十八》：（萬曆十三年二月丙辰）陞禮科左給事中馮露為湖廣副使，江西道御史曹一鵬為鎮江府知府，雲南道御史葉成遇、南京雲南道御史郭宗賢、南京刑科給事中劉一相、廣西道御史李植俱僉事，成遇江西、宗賢山西、一相陝西、植福建。
4. ↑  《明神宗顯皇帝實錄·卷二百二十七》：（萬曆十八年九月）丙寅以洮河失事論罪，總兵劉承嗣革任，隨軍立功副總兵原進學降充遊擊，管事參將鄧鳳、嚴唯忠等、提門總督梅友松革職為民，廵撫趙可懷、冠帶閑住僉事郭宗賢等各降罰有差。
5. ↑  光緒《文水縣志·卷十一·官政志》：郭宗賢，直隸邯鄲舉人，愛民禮士，一出至誠，萬厯丁卯北兵入境，經營城守城垣樓堞悉換甎石，士民至今誦焉。擢南京道御史，厯陞苑馬寺卿。
6. ↑  《明神宗顯皇帝實錄·卷三百二十七》：（萬曆二十六年十月）甲戌……（陞）雲南僉事郭宗賢為陝西行太僕寺少卿……